# Saint-Germain-sur-Bresle
Saint-Germain-sur-Bresle è un comune francese di 196 abitanti situato nel dipartimento della Somme nella regione dell'Alta Francia.

## Società

### Evoluzione demografica
Abitanti censiti